# 朝鲜语历史
传统的朝鲜语分期如下：:273–274:9–10
- 古朝鲜语（고대 한국어, 古代韓國語，至918）是朝鲜语最早有文献的阶段，持续到统一新罗的灭亡。许多学者将新罗的少数铭文材料算进朝鲜三国时代。高句丽、百济、伽倻的语言是古朝鲜语的方言还是独立的语言，学者们有不同的看法。[1]:276
- 中世朝鲜语（중세 한국어, 中世韓國語，918–1600）对应高丽时期（918–1392）和直到万历朝鲜之役（1592–1598）的朝鲜王朝。中世朝鲜语通常被分成与这两个朝代对应的早晚两期。1446年发明的谚文改变了语言的记录方式。

- 近世朝鲜语（근세 한국어, 近世韓國語，17至19世纪）对应朝鲜王朝后半段。
- 现代朝鲜语（근현대 한국어, 近現代韓國語），自20世纪初至今。

南丰铉认为，古朝鲜语和中世朝鲜语的分界应在蒙古入侵高丽（13世纪中叶）。:41:421
他将他的古朝鲜语时期分成早期（三国时期）、中期（新罗时期）和晚期（高丽王朝前半）三段。:41

## 起源
朝鲜语和密切相关的济州语形成了朝鲜语系/语支。这个语言分类与日本-琉球语系的关系尚有争议，目前主流学界认为两者无关。:29
另一种理论认为朝鲜语属于阿尔泰语系，但同样充满争议。
Homer Hulbert在他的《朝鲜史》（1905）中提出，朝鲜语属于乌拉尔-阿尔泰语系。古斯塔夫·约翰·兰司铁将朝鲜语归为阿尔泰语系（1928），但即使是在基本已被推翻的阿尔泰语系假说中，朝鲜语和日语的相对关系也不明确。Samuel Martin、Roy Andrew Miller和斯塔罗斯金讨论了阿尔泰语系下可能的朝鲜-日本语支。以亚历山大·沃文为首的其他一些学者则将朝鲜语和日语之间的相似性解释为地理上的接近（语言联盟）造成的影响。

## 古朝鲜语
朝鲜人早在4世纪或之前就开始使用文言文，吏读在6世纪发展起来。
目前不清楚古朝鲜语有没有声调。:80据推测，古朝鲜语应分为3种方言，与下属三个王国对应。其中新罗语的语料最为丰富。
只有统一新罗的少数记载保留到了高丽时期，三国时期的现存语料绝大多数以碑文的形式存在。因此对三国时期的语言目前主要通过官名和地名进行研究。
古朝鲜语的文献非常少。现存最早的文本用汉字表示当地语言的语音和语法。
其他信息主要来自朝鲜语和汉语记录中的各种专有名词，以及对汉字的韩语发音的语源学研究。
文字系统多种多样，一开始是一种“临时性”的方法，后来逐渐发展为吏读和诗歌中用的乡札系统。这些系统比较类似于日语的万叶假名。

## 中世朝鲜语

《训民正音谚解》一页。自左向右第四列谚文（나랏말ᄊᆞ미）在字符左边有标记声调的变音符号。

这一时期的语音以高丽王朝新都开城市方言为基准。
第一部记载朝鲜语的外国记录是北宋孫穆所著《鸡林类事》（1103）。:374–375:1其中包含几百条高丽时代的朝鲜语词汇，并用汉字记录了其发音，因此是早期中世朝鲜语的重要参考资料。但从语音学角度来看，由于汉字、汉语音系的限制，这些材料所起到的作用也有局限性。
明朝四夷馆在16世纪中叶编制了一部朝鲜时代的汉语-朝鲜语词表。:1、10
中世朝鲜语有声调。:48:315:168
朝鲜世宗颁布的《训民正音》（1443）创造了朝鲜语自己的文字谚文，并在1446年9月或10月推行:100。
谚文最早是以《训民正音》命名的，后来改成了“谚文”。世宗创制它是为了让不懂汉字的普通人能准确、轻松地阅读和书写朝鲜语。它的所谓发行日现在在韩国被设为“韩文日”，在每年的10月9日。
朝鲜语维基词典中，中世朝鲜语的发音是用耶鲁罗马字表示的。这主要是因为文观部式罗马字只为现代朝鲜语设计。耶鲁罗马字主要表示的是一个词的词法音位学结构，并不代表当前的实际发音。

## 现代朝鲜语
在朝鲜战争和朝鲜半岛南北分治后的数十年以来，出现了一定的朝鲜语南北差异，包括发音、动词变形和词汇方面。